# Tlalcintla
Tlalcintla är en ort i Mexiko.   Den ligger i kommunen Tancanhuitz och delstaten San Luis Potosí, i den centrala delen av landet, 240 km norr om huvudstaden Mexico City. Tlalcintla ligger 320 meter över havet och antalet invånare är 275.
Terrängen runt Tlalcintla är huvudsakligen kuperad, men åt nordost är den platt. Runt Tlalcintla är det ganska tätbefolkat, med 124 invånare per kvadratkilometer. Närmaste större samhälle är Tancanhuitz de Santos, 4,1 km nordväst om Tlalcintla. I omgivningarna runt Tlalcintla växer huvudsakligen savannskog.